# Ранфі
Ранфі (*араб. رانفي; д/н — 1804) —макк (султан) Сеннару в 1798—1804 роках.

## Життєпис
Походив з династії Фундж. Син макка Таїба II. У 1798 році посаджений на трон представником клану Хамадж Адланом улад Мухаммедом. Був ще дитиною, тому фактична влада належала Ідрісу ібн Мухаммаду з клану Хамадж. Невдовз той вступив у протистояння з братом Адланом. 1803 року Ідріса повалив небіж Адлан улад Баді, але того самого року сам втратив владу. Посада візира перейшла до іншого небожа Ідріса — Мухаммеда улад Раджаба.
Весь час Ранфі залишався в своєму палаці, фактично в статусі номінального правителя та навіть «полоненого». Невдовзі почалося потужне повстання на чолі ізшейхом Каматиром, що запекло боровся проти Мухаммеда улад Раджаба. 1804 року після 2-місячних боїв в столиці, його було повалено й страчено за наказом візира. При цьому саму столицю Сеннар було значно сплюндровано та частково зруйновано. Новим маккою за п ідтримки шейха Каматира став Акбан,але  вже1805 року  того було переможено мухаммадом улад Раджабом, який поставив на трон Баді VII.